# لعنت به پلیس
«لعنت به پلیس» یا با ترجمه دقیق «پلیس رو بگا» (به انگلیسی: Fuck tha Police) یک ترانه اعتراضی از گروه رپ گانگستری اِن. دابلیو. اِی و از آلبوم مستقیم بیرون کامپتن است. این ترانه به‌خاطر شعر اعتراضی و جنجال‌برانگیزاش معروف است. «لعنت به پلیس» در رده‌بندی «۵۰۰ ترانهٔ برتر همهٔ دوران» نشریهٔ رولینگ استون، جایگاه چهارصد و بیست و پنجم را به‌خود اختصاص داده‌است.
پیامد انتشار این ترانه، فرستادن نامهٔ هشدار از سوی اف‌بی‌آی به شرکت پخش‌کنندهٔ آن بود. «لعنت به پلیس» تابه‌امروز توسط برخی گروه‌های راک مانند ریج اگنست د ماشین، سول‌فلای و داپ بازخوانی شده‌است.